# Gorys Keraf
Gorys Keraf (właśc. Gregorius Keraf; ur. 17 listopada 1936 na wyspie Lembata, zm. 30 sierpnia 1997 w Dżakarcie) – indonezyjski językoznawca.

## Życiorys
W 1964 roku ukończył studia licencjackie z zakresu indonezystyki i językoznawstwa na Wydziale Literatury Uniwersytetu Indonezyjskiego. Doktoryzował się w 1978 r. na podstawie rozprawy Morfologi Dialek Lamarela. Przez kilka lat nauczał w szkołach średnich. Wykładał na Uniwersytecie Katolickim Atma Jaya, w Wyższej Szkole Policyjnej oraz w Jakarta Academy of Languages. Od 1963 roku był stałym wykładowcą na Wydziale Literatury Uniwersytetu Indonezyjskiego, a także koordynatorem kursów języka indonezyjskiego i retoryki na Wydziale Prawa i Wydziale Nauk Społecznych.
Stworzył kilka fundamentalnych publikacji z zakresu języka indonezyjskiego: Tata bahasa Indonesia (1970), Komposisi (1971). Badał zróżnicowanie wewnętrzne języka lamaholot.

## Wybrana twórczość
- Tata Bahasa Indonesia (1970)
- Komposisi (1971)
- Eksposisi dan Deskripsi (1981)
- Argumentasi dan Narasi (1982)
- Diksi dan Gaya Bahasa (1984)
- Linguistik Bandingan Historis (1985)
- Linguistik Bandingan Tipologis (1990)